# Ромул, Рем и Кхалиси
Ромул и Рем — два генетически модифицированных волка (Canis lupus), созданных компанией Colossal Biosciences 1 октября 2024 года с целью воспроизведения фенотипа вымершего ужасного волка (Aenocyon dirus). Компания Colossal утверждает, что эти два самца, вместе с самкой волка по имени Кхалиси, родившейся позже, 30 января 2025 года, представляют собой первые живые образцы вида с момента его исчезновения около 10 000 лет назад. Однако на самом деле из-за существенных генетических отличий от рода Aenocyon Ромул, Рем и Кхалиси являются генетически модифицированными серыми волками, а не представителями вида ужасных волков. 
Учёные изменили 14 ключевых генов в эндотелиальных стволовых клетках серого волка таким образом, чтобы они выражали 20 внешних признаков ужасного волка, поэтому «древняя ДНК ужасного волка не была внедрена в геном серого волка». Публичное объявление об  рождении щенков в апреле 2025 года вызвало значительное внимание общественности.

## Создание
При создании этих серых волков, которых называют «возрождёнными» ужасными волками, были проанализированы древние образцы ДНК из двух источников: 13 000-летний зуб, обнаруженный в пещере Шериден, археологическом памятнике ледникового периода в округе Уайандот, северо-запад Огайо, и 72 000-летняя ушная кость, найденная в Американ-Фолс. Учёные из Colossal Biosciences заявили, что вместо того, чтобы напрямую внедрять древнюю ДНК в современных животных, они выявили около двадцати генетических модификаций по четырнадцати генам, которые отличают ужасных волков от современных серых волков.
Научная группа выделила эндотелиальные прогениторные клетки (EPCs) из образцов крови серых волков, затем с помощью генного редактирования CRISPR изменила 14 генов, чтобы получить 20 признаков, которые, по утверждению компании, встречаются у ужасных волков, включая больший размер тела, более широкую голову и белый цвет шерсти. Эти изменённые ядра были перенесены в денуклеированные яйцеклетки, которые развились в эмбрионы в лабораторных условиях. Из 45 модифицированных яйцеклеток три жизнеспособных эмбриона были успешно имплантированы собакам-суррогатным матерям.
В качестве суррогатных матерей были выбраны беспородные домашние собаки, которые отличались общим здоровьем и размерами, достаточными для того, чтобы выносить крупных щенков ужасного волка. Одна суррогатная мать, домашняя собака по кличке Скайла, сыграла решающую роль в проекте. Беременность постоянно контролировалась с помощью еженедельных УЗИ, и все роды прошли через плановое кесарево сечение, чтобы свести к минимуму осложнения.

## Характеристики
Ромул и Рем родились 1 октября 2024 года и для их защиты содержатся  в нераскрытом месте, в охраняемом экологическом заповеднике площадью 810 га в США, окруженном 10-футовым (3,0 м) забором. На территории площадью 6 акров (2,4 га) расположены ветеринарная клиника, убежище от экстремальных погодных условий и естественные норы. Они находятся под круглосуточным ветеринарным наблюдением. Ромул и Рем были названы в честь легендарных братьев-близнецов, основавших Рим, и согласно римской мифологии в младенчестве были вскормлены волчицей. Ромул и Рема сфотографировали сидящими на оригинальном реквизите Железного трона из телесериала «Игра престолов», а родившаяся 30 января 2025 года самка, была названа Кхалиси в честь персонажа из телесериала.
Их рацион состоит из мяса оленей, говядины, конины и специализированных пищевых добавок. После того, как щенков забрали у матери, их кормили мясными пюре, но теперь они получают мясо с костями, которые позволяют им проявлять естественное поведение. Волкам не давали живую добычу, хотя сотрудники отмечают, что не наблюдали никаких взаимодействий с мелкими дикими животными, которые могли бы попасть в их вольер.
Генетические изменения привели к нескольким ключевым физическим отличиям от серых волков, включая белый окрас шерсти и уникальные завывания. Морфологически волки имеют более крупные размеры тела с более «мощным» строением плеч, более широкую форму головы, более крупные зубы и челюсти, а также более мускулистые ноги. В поведенческом плане волки с самого рождения проявляли естественные волчьи наклонности, включая вой (начиная примерно с двухнедельного возраста), преследование и охоту, а также естественную настороженность по отношению к людям. В отличие от одомашненных собак, они держатся на расстоянии от людей, включая своих дрессировщиков, и демонстрируют характерное для волков поведение отступления при приближении.

## Критика
Независимые эксперты не согласились с утверждением компании Colossal Biosciences, что эти животные — возрожденные ужасные волки. Зоолог Филип Седдон и палеонтолог доктор Ник Роуленс из Университета Отаго объяснили, что животные являются генетически модифицированными гибридными серыми волками. Роуленс отметил, что имеющиеся последовательности ДНК ужасного волка является очень фрагментарным источником для создания биологического клона, и что ужасные волки разошлись с серыми волками где-то между 2,5 и 6 миллионами лет назад. Он также отметил, что компания Colossal внесла лишь небольшое количество изменений в геном серого волка (всего 20 в 14 генах), что означает более тесную генетическую связь с серым волком, чем утверждалось в маркетинговых материалах компании. Также Роуленс выразил обеспокоенность тем, что этот проект является неверным шагом с точки зрения сохранения биоразнообразия.
Генетик Адам Бойко из Корнельского университета, не участвовавший в проекте, заявил, что это лишь функциональные версии, а не действительно воскрешённые ужасные волки. Джереми Остин, директор Австралийского центра изучения древней ДНК, оспаривая фенотипическое определение вида, используемое доктором Бет Шапиро из Colossal Biosciences, заявил, что полученный результат «не является ужасным волком ни при каком определении вида» и между ужасными и серыми волками существуют сотни тысяч генетических различий. Он также задался вопросом, может ли быть у предполагаемых ужасных волков какое-либо место в современной экосистеме или они просто станут экземплярами в зоопарке.
Согласно журналу Time Magazine, коренные американцы народностей мандан, хидатса и арикара выразили заинтересованность в том, чтобы компания Colossal Biosciences выпустила своих модифицированных волков на контролируемую территорию резервации Форт-Бертольд на северо-западе Северной Дакоты, которая в настоящее время занимает 400 000 га. В настоящее время волки живут в экологическом заповеднике площадью 810 га в неизвестном месте в США.